# Jean Baptista von Schweitzer
Pour les articles homonymes, voir Schweitzer.
Jean Baptista von Schweitzer (12 juillet 1833-28 juillet 1875) est un homme politique et poète dramatique allemand.

## Biographie
Fils de Carl Franz von Schweitzer (de), von Schweitzer naît à Francfort-sur-le-Main, dans une ancienne famille catholique aristocratique.
Il étudie le droit à Berlin et Heidelberg, puis exerce dans sa ville natale. Cependant, il est généralement plus intéressé par la politique et la littérature que par le droit.
Attiré par le mouvement ouvrier social-démocrate, il devient président de l'Union générale des ouvriers d'Allemagne après la mort de Ferdinand Lassalle en 1864. À ce titre, il dirige le Sozialdemokrat, ce qui lui vaut des ennuis récurrents avec le gouvernement prussien.
Il est arrêté et accusé du crime d'homosexualité, mais garde le soutien de personnages clés au sein des sociaux-démocrates.
En 1867, il est élu au Parlement de la Fédération d'Allemagne du Nord. En 1868, il invente le terme de « centralisation démocratique » pour décrire la structure de son organisation. N'ayant pas réussi à se faire élire au Reichstag en 1871, il démissionne de la présidence du parti et se retire de la vie politique.
Il meurt en Suisse le 28 juillet 1875.

## Œuvres
Schweitzer est l'auteur d'un certain nombre de drames et de comédies, dont plusieurs connurent un temps un succès considérable. Parmi eux, on peut citer :
- Alcibiade (Francfort, 1858)
- Friedrich Barbarossa (Francfort, 1858)
- Canossa (Berlin, 1872)
- Die Darwinianer (Francfort, 1875)
- Die Eidechse (Francfort, 1876)
- Epidemisch (Francfort, 1876)

Il a également écrit un roman politique, Lucinde oder Kapital und Arbeit (Francfort, 1864).